# Bosnien och Hercegovina vid världsmästerskapen i friidrott 2023
Bosnien och Hercegovina tävlade vid världsmästerskapen i friidrott 2023 i Budapest i Ungern mellan den 19 och 27 augusti 2023.

## Resultat
Bosnien och Hercegovinas trupp bestod av tre idrottare.

### Herrar
Gång- och löpgrenar
| Idrottare          | Gren      | Försöksheat | Försöksheat | Semifinal        | Semifinal        | Final            | Final            |
| Idrottare          | Gren      | Resultat    | Placering   | Resultat         | Placering        | Resultat         | Placering        |
| ------------------ | --------- | ----------- | ----------- | ---------------- | ---------------- | ---------------- | ---------------- |
| Abedin Mujezinović | 800 meter | 1.47,76     | 38          | Gick inte vidare | Gick inte vidare | Gick inte vidare | Gick inte vidare |
| Amel Tuka          | 800 meter | 1.49,01     | 51          | Gick inte vidare | Gick inte vidare | Gick inte vidare | Gick inte vidare |

Teknikgrenar
| Idrottare   | Gren        | Kval    | Kval      | Final            | Final            |
| Idrottare   | Gren        | Distans | Placering | Distans          | Placering        |
| ----------- | ----------- | ------- | --------- | ---------------- | ---------------- |
| Mesud Pezer | Kulstötning | 19,86   | 22        | Gick inte vidare | Gick inte vidare |